# Edward T. Breathitt
Edward Thompson "Ned" Breathitt, Jr., född 26 november 1924 i Hopkinsville, Kentucky, död 14 oktober 2003 i Lexington, Kentucky, var en amerikansk demokratisk politiker. Han var Kentuckys guvernör 1963–1967.
Breathitt tjänstgjorde i US Army Air Forces i andra världskriget och avlade juristexamen vid University of Kentucky.
Breathitt efterträdde 1963 Bert Combs som guvernör och efterträddes 1967 av Louie B. Nunn. Han var verksam som advokat och som vice verkställande direktör för Southern Railway System. Breathitt avled 2003 och gravsattes på Riverside Cemetery i Hopkinsville.